# Soumoulou
Soumoulou é uma comuna francesa na região administrativa da Nova Aquitânia, no departamento dos Pirenéus Atlânticos. Estende-se por uma área de 2,79 km². Em 2010 a comuna tinha 1 601 habitantes (densidade: 573,8 hab./km²).